# رالف رايت
رالف رايت (بالإنجليزية: Ralph Wright)‏ (3 أغسطس 1947 بنيوكاسل أبون تاين في المملكة المتحدة - 7 يونيو 2020) هو لاعب كرة قدم بريطاني في مركز الدفاع. لعب مع بولتون واندررز وستوكبورت كونتي ونادي ساوثبورت ونادي هارتلبول يونايتد ونورويتش سيتي ونيويورك كوسموس ودالاس تورنايدو وميامي طوروز ‏ وسبنيمور يونايتد ‏ ونادي برادفورد بارك أفنيو.

## وصلات خارجية
- رالف رايت على موقع قاعدة بيانات كرة القدم.إي يو (الإنجليزية)